# Владислав Менчетич
Владислав Менчетич (*Vladislav Menčetić, бл. 1617 —†1666) — політичний та військовий діяч, хорватський поет Рагузької республіки.

## Життєпис
Походив зі знатного роду Менчетичів. Народився близько 1617 року у м. Дубровнику. Тут же здобув освіту. Обрав собі кар'єру військового. Багато разів очолював війська республіки у походах проти османських військ. У 1637 році увійшов до Великої ради Республіки. У 1639 році почав адвокатську діяльність. Згодом знову повернувся до війська. У 1656–1658 роках був комендантом фортеці Конавлі (неподалік Дубровнику). Помер у 1666 році.

## Творчість
З доробку Владислава Менчетича відома замало. Переважно у нього були ліричні вірші. Найвідомішим твором є поема «Труба словінська» (видано в Анконі у 1665 році) оспівав хорватського бана Петара Зринського. тут автор виступає за незалежність слов'ян, передбачає занепад Османської імперії на балканських землях.
Також досі зберегла своє значення невелика іроікомічна поема Менчетича «Радоня», що відзначається правильним віршем й непідробною веселістю.